# Tsáda
Tsáda is een dorp in het district Paphos op Cyprus. Het ligt op een hoogte van 615 meter. Vanaf 2011 heeft het 1043 inwoners.

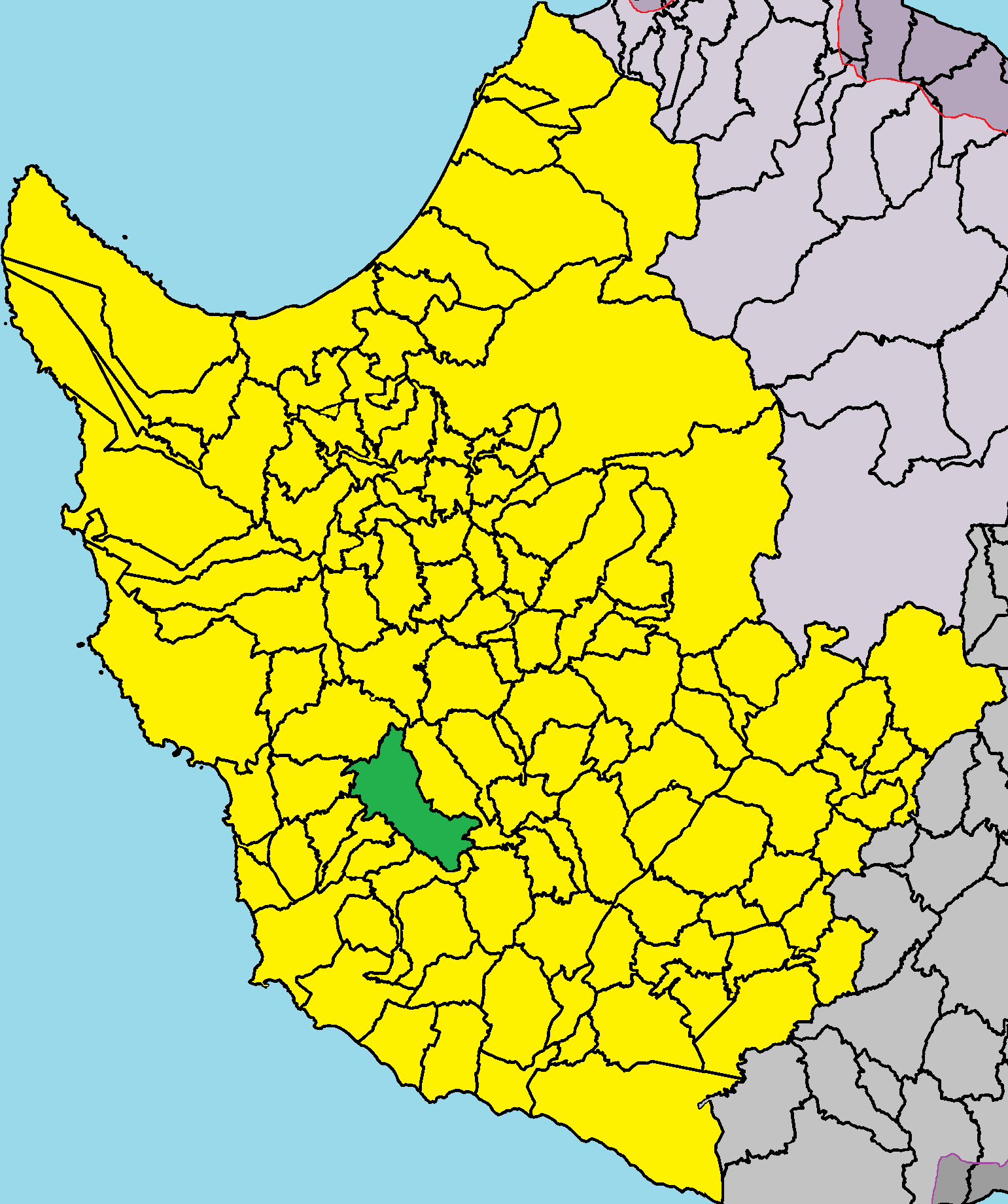

## Geografie
De gemeenschap is gebouwd op een gemiddelde hoogte van 615 meter en kent een gemiddelde jaarlijkse neerslag van ongeveer 610 mm. Vanwege de hoogte heeft Tsada een relatief mild klimaat; het is er vrij koud in de winter en koel in de zomer. De gemeenschap bestaat uit ongeveer 1000 inwoners.

## Topografie
Het landschap rond Tsáda is overwegend heuvelachtig. Tsáda ligt op een heuvelrug. Het hoogste punt in de omgeving is de Panagía, 1137 meter boven de zeespiegel, 16,1 km ten noordoosten van Tsáda. Het gebied rond Tsáda is relatief dunbevolkt met 25 inwoners per jaar. De dichtstbijzijnde grote stad is Paphos op 8,2 km ten zuidwesten van Tsáda. Het gebied rond Tsáda bestaat voornamelijk uit bouwland. Tsáda wordt in het noordoosten begrensd door de dorpen Kallepia (3,5 km) Letimbu (6 km) en Polemi (8 km). In het zuiden is het verbonden met het dorp Armou (6 km). In het zuidwesten is het verbonden met Tala en het klooster van Agios Neophytos.